# Hariharpur (Kapilvastu)
Hariharpur (nepalski: हरिहरपुर) – gaun wikas samiti w zachodniej części Nepalu w strefie Lumbini w dystrykcie Kapilvastu. Według nepalskiego spisu powszechnego z 2001 roku liczył on 880 gospodarstw domowych i 5851 mieszkańców (2797 kobiet i 3054 mężczyzn).